# Jan Harold Brunvand

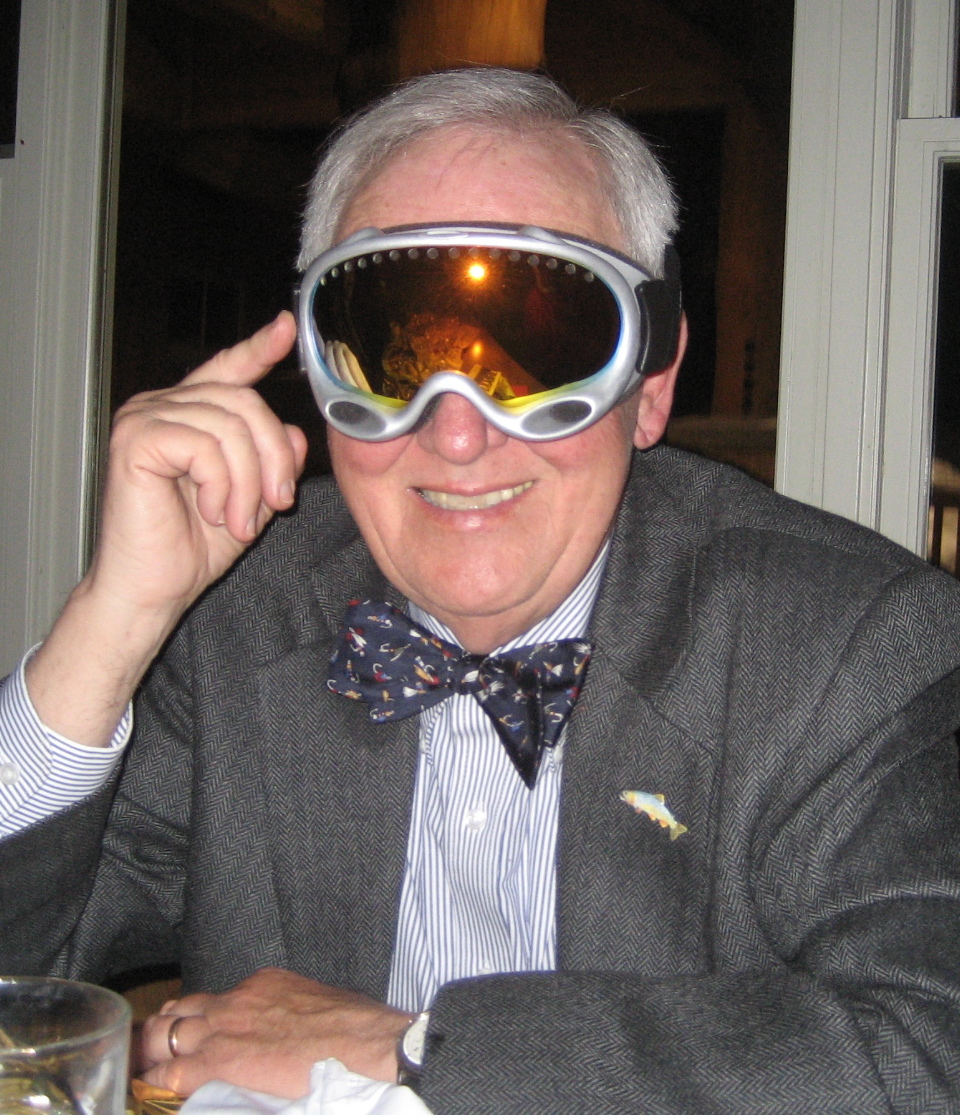

Jan Harold Brunvand (ur. 23 marca 1933) – amerykański profesor emeritus University of Utah, badacz folkloru, zwłaszcza miejskich legend. Autor artykułów i książek.
W 1981 opublikował The Vanishing Hitchhiker (Znikający autostopowicz), książkę która w znaczący sposób przyczyniła się do przybliżenia fenomenu miejskich legend publicznej świadomości.